# 사법시험
사법시험(司法試驗)은 변호사, 판사, 검사 등의 법조인이 되기 위해 필수적인 자격시험이다.

## 대한민국
법조인이 될 자격을 검정하는 시험으로 1964년부터 2017년까지 시행되었다. 제1차(객관식), 제2차(서술형 주관식), 제3차(면접) 등 세 번에 걸쳐 치러진다. 합격 후 반드시 사법연수원을 수료하여야 판사, 검사, 변호사의 자격이 주어지므로, 엄밀히 말하자면 대법원장에 의하여 별정직 공무원인 사법연수생에 임용되기 위한 임용시험이었다(구 법원조직법 제72조 제1항).
종래의 고등고시 사법과와 혼동하여 '사법고시'라고 부르는 경우가 있으나, 사법시험은 판사나 검사를 임용하기 위한 시험이 아니고 단지 법조인이 될 자격을 검정하는 시험이었므로 사법고시는 잘못된 명칭이다. 1963년 제1회 사법시험이 도입 시행되었다. 23회부터 300명을 선발하였고 이때 합격한 황교안 박한철 조대환 등이 있다.
법학전문대학원 제도 도입으로 변호사 시험이 신설되면서 사법시험 폐지가 결정되었다. 2016년에 1차 시험이 2017년에 2차 시험이 시행된 후 2017년 12월 31일 사법시험법의 폐지로 폐지되었다.

## 미국
미국은 '변호사 시험(Bar Exam)' 제도를 두고 있으며, 이는 미국의 각 주에서 법학전문대학원 졸업자를 대상으로 하여 치르는 변호사 자격시험이다. 대부분의 주에서 1년에 3번 실시되는 전미 변호사 윤리시험(the Multistate Professional Responsibility Examination, MPRE)를 공통적으로 실시한다.

## 일본
1923년 이전에는 판사, 검사, 변호사 통일의 법조자격시험은 존재하지 않았고, 판사와 검사의 후보생인 사법관시보(사법연수생)의 채용시험인 판검사등용시험과 변호사시험이 별도로 시행되었다. 1923년부터 高等試験司法科가 통일된 법조국가시험이었다. 1949년부터 舊사법시험이 도입되었다.
사법시험은 법조인, 즉 재판관, 검찰관 또는 변호사가 되려고 하는 자에 대하여 그에 필요한 학식과 응용 능력을 측정하는 것을 목적으로 한 국가시험이다(사법시험법 제1조). 직접적으로는 재판소법 제66조 2항에서 정하는 사법연수생이 되기 위한 자격시험이다.
2000년대 이후 로스쿨 제도의 도입에 따라 사법시험의 개요는 크게 변화했다. 2006년부터는 新사법시험이 시행되고 있다.